# تابيو كوهو
تابيو كوهو، حكم كرة قدم فنلندي دولي سابق.
و قد حكم في كأس الخليج 1994، و قد أدار مباراة منتخب السعودية لكرة القدم ومنتخب قطر لكرة القدم في 12 نوفمبر 1994، وقد أدار مباراة منتخب الإمارات لكرة القدم ومنتخب عمان لكرة القدم في 16 نوفمبر 1994.